# 몰아보기

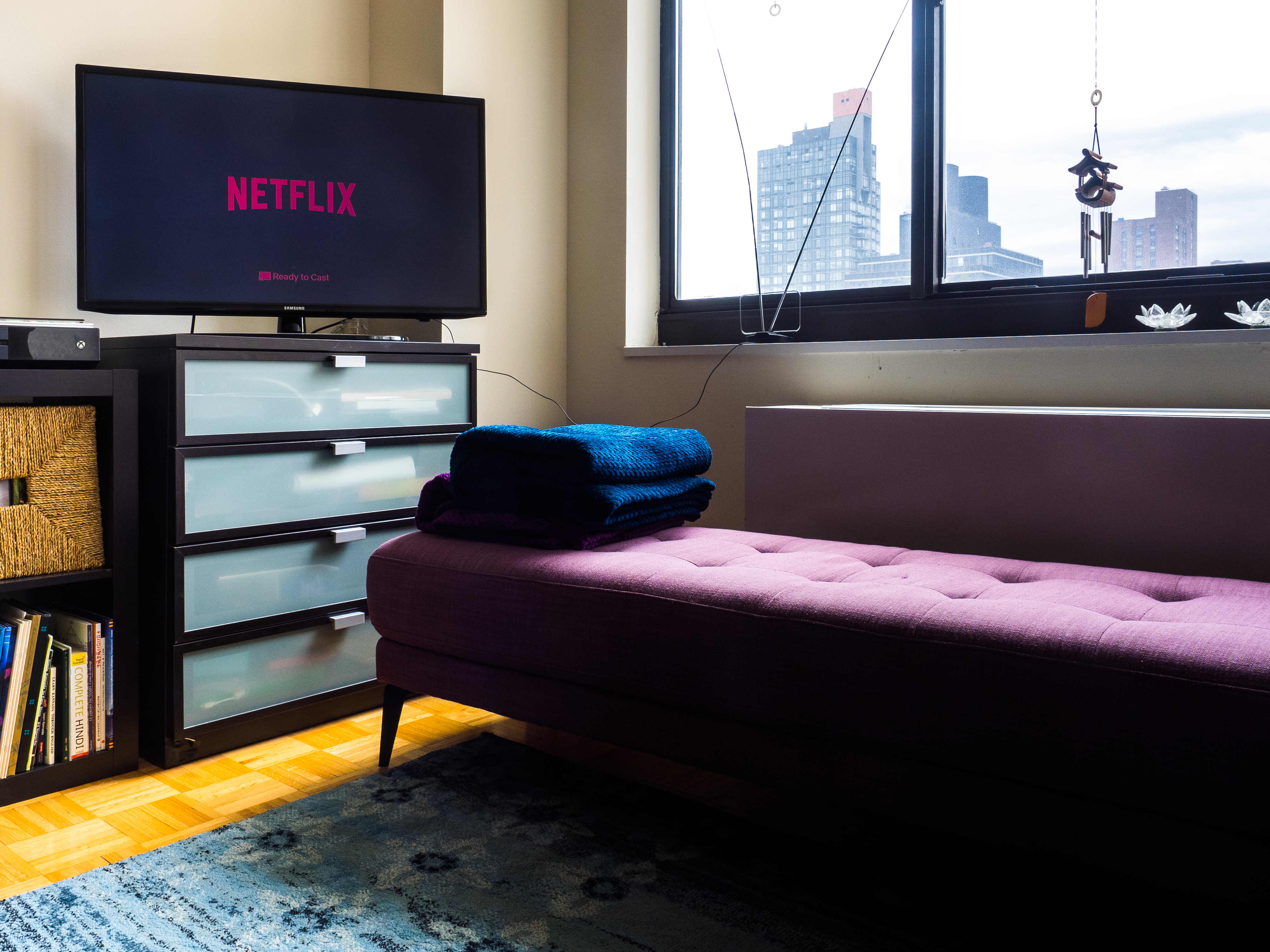
맨해튼 아파트 텔레비전에 로드된 넷플릭스

몰아보기(영어: Binge-watching 빈지워칭[*])는 오랜 시간에 걸쳐 오락이나 정보 콘텐츠, 보통 단일 텔레비전 프로그램을 시청하는 행위이다. 체력을 더 강조하고 행동의 자유는 적은 마라톤 시청과 일맥상통한다. 넷플릭스가 2014년 2월 실시한 설문조사에서는 73%의 참여자가 몰아보기를 "앉은 자리에서 한 번에 같은 TV 프로그램의 2~6개 에피소드를 보는 것"으로 정의하였다. 일부 연구자는 몰아보기가 TV 프로그램의 맥락과 실제 내용에 따라 정의되어야 한다고 주장한다. 다른 연구자는 일반적으로 몰아보기(binge-watching)라고 하는 것이 실제로는 한 가지 유형 이상의 TV 시청 행위(및 경험)를 의미한다고 제의하였다. 이들은 몰아보기의 개념을 장시간 앉아 있는 것(한 번에 3개 이상의 에피소드를 연속으로 보는 것)과 한 번에 한 에피소드씩 며칠에 걸쳐 프로그램의 한 시즌 전체(또는 여러 시즌)를 속도를 내서 보는 것을 모두 포함하여 의미를 확장하여야 한다고 제언하였다.
2006년~2007년 기간 동안 넷플릭스, 아마존 프라임 비디오, 훌루 등 시청자가 텔레비전 프로그램과 영화를 주문형으로 시청할 수 있는 비디오 스트리밍 서비스가 등장하면서 몰아보기가 문화적 현상으로 관찰되고 인기를 얻게 되었다. 예를 들어, 넷플릭스 설문조사 참가자의 61%는 정기적으로 몰아보기를 한다고 답하였다. 미국의 주요 비디오 스트리밍 제공업체의 주문형 비디오 데이터를 기반으로 한 최근 연구에 따르면 소비자의 64% 이상이 1년에 한 번 꼴로 몰아보기를 하는 것으로 나타났다.

## 역사
일본의 만화 잡지 《주간 소년 점프》는 만화의 개별 편을 발행한 후 한 번에 몰아볼 수 있도록 별도의 독립형 단행본으로 엮는 방식을 개발하여 성공을 거두었다. 이 점프 방식으로 《드래곤볼》(1984년), 《원피스》(1997년), 《나루토》(1999년)와 같은 일본의 주요 대중 문화 히트작이 탄생하였다. 더 뉴요커의 맷 알트에 따르면 "점프는 오늘날 세계가 스트리밍 엔터테인먼트를 소비하는 방식을 예고하였다."
몰아보기 행위를 이전에는 마라톤워칭이라고 불렀다. 이러한 행위의 초창기 예시로는 1970년대 후반부터 1980년대까지 애니메이션 팬덤 커뮤니티에서 행해지던 VHS 테이프로 수입된 일본 애니메이션의 마라톤 시청 세션, 1985년 7월 도나 리드와 루트 66의 여러 에피소드를 방영한 니켈로디언의 닉 앳 나이트 등이 있다.
몰아보기의 영미권 표현인 "빈지워칭"(Binge-watching)은 주문형 시청 및 온라인 스트리밍의 출현으로 대중화되었다. 2013년, 매주 에피소드를 공개하는 업계 표준 모델과 달리 넷플릭스가 오리지널 프로그램의 한 시즌 전체를 일제히 공개하는 관행을 설명하기 위해 이 단어가 널리 쓰이게 되었다.
2015년 11월, 《콜린스 영어 사전》이 "빈지워치"(binge-watch)를 올해의 단어로 선정하였다.
대한민국에서는 몰아보기 행위를 순방향대로 운전한다는 뜻을 가진 정주행이라고도 표현한다.

## 문화적 영향
배우 케빈 스페이시는 2013년 맥 태거트 강연을 통해 텔레비전 경영진에게 다음과 같이 청하였다. "시청자가 원할 때 그들이 원하는 것을 제공해야 한다. 몰아보고 싶어 한다면 몰아보도록 두어야 한다." 그는 여전히 수백만 명이 불법으로 콘텐츠를 다운로드하고 있지만, 고품질의 이야기가 몇 시간동안 계속해서 시청자의 관심을 유지할 것이며 불법 복제 행위를 줄일 수 있을 것이라 주장하였다. 《더 와이어》와 《브레이킹 배드》와 같은 "복잡하고 질 좋은 TV"를 몰아보기 하는 것은 한 번에 한 장 이상의 소설을 읽는 것과 같으며, 어떤 이들에게는 TV를 시청하는 "현명하고 사색적인 방법"으로 여겨진다. 최근 연구에 따르면 사람들은 몰아보기를 하는 동안 프로그램의 세계 속으로 "이동한" 느낌이 들며, 이로 인해 시청의 즐거움이 배가하고 몰아보기를 더 자주 그리고 더 오래하게 된다는 사실이 밝혀졌다.
ITV 텔레비전 책임자 피터 핀첨은 앞으로의 에피소드를 예상하고 친구들과 토론할 기회가 줄어들기 때문에 몰아보기가 텔레비전의 "사회적 가치"를 약화시킨다고 경고하였다. 그럼에도 불구하고, 연구에 따르면 과한 몰아보기가 반드시 사회적 참여를 줄이는 것을 의미하지는 않는다. 한 연구에서는 정반대의 결과가 나왔는데, 몰아보기를 많이 하는 사람들은 그렇지 않은 사람들보다 매일 친구, 가족과의 상호 작용에 더 많은 시간을 보내는 것으로 나타났다. 과도하게 몰아보기를 하는 사람들은 다른 사람들이 어떤 프로그램을 볼 것인지에 대한 의견의 원천으로 이용되며 종종 오프라인과 온라인 모두에서 TV 프로그램에 대한 대화에 참여한다.
텍사스 대학교 오스틴에서 수행한 연구에 따르면 텔레비전 몰아보기는 우울증과 외로움, 자기조절 결핍, 비만과 관련이 있는 것으로 나타났다. 저자들은 "일부 사람들은 몰아보기가 무해한 중독이라고 주장하지만, 우리의 연구 결과는 몰아보기가 더 이상 이런 식으로 여겨져서는 안 된다는 것을 암시한다."라고 결론짓는다. 청주대학교 이성준 박사의 연구에서는 개인 성격 특성으로서의 정서불안정성이 몰아보기 행위에 유의미한 영향을 미치는 것으로 나타났다. 정서불안정성은 우울증과도 연관되며, 현실 회피를 위해 미디어를 이용하는 미디어 중독 현상과도 이어져 있는 것으로 보이고 있다. 몰아보기가 단순 미디어 이용 행위를 넘어서는 중독과 같은 병리학적 결과물일 가능성은 배제할 수 없으며, "몰아보기 중독"으로 치료를 받는 사례는 이미 보고된 바 있다.
매체학자 앤 스위트 박사가 발표한 연구에 따르면 몰아보기는 폭식이나 폭음과 유사한 강박적 소비의 한 형태이며, 심지어는 중독적 측면으로 인해 TV 중독의 한 형태를 나타낼 수 있다고 강조하였다. 이러한 발견은 피츠먼과 스타이너(2019년)가 문제화하였는데, 이들은 "개인이 프로그램에 주의집중하는 정도는 몰아보기에 대한 동기에 따라 뒤따르는 후회를 늘리거나 줄일 수 있다."는 사실을 발견하였다.
로언 대학교의 매체학자 에밀 스타이너 박사가 수행한 연구에서는 몰아보기의 동기를 다섯 가지(따라잡기, 휴식, 완성감, 문화적 포함, 시청 경험 향상)로 나누었다. 저자는 강박 상태가 있을 수 있으나 대부분의 몰아보기 시청자는 발생 초기 기술-문화적 행동과 양가적 관계를 가지고 있다고 결론지었다. 더 나아가, 그는 몰아보기에서의 통제에 대한 협상이 텔레비전 문화에 대한 우리의 이해를 변화시키고 있다고 주장한다.
2016년 테크니컬러 연구소에서 실시한 연구에 따르면 몰아보기 세션은 가까운 장래에 또 다른 몰아보기 세션의 가능성을 높인다. 한편으로, 대다수의 사람들은 즉시 또 다른 몰아보기를 하지는 않을 것이다. 이는 몰아보기가 실제 주문형 비디오 소비자들에게 일관된 행동이 아님을 나타낸다.
오늘날에는 공개된 지 24시간 이내에 프로그램의 한 시즌 전체를 보는 것이 보편화되었다. 2018년 성인 TV 시청자를 대상으로 한 설문조사에 따르면 29%가 그렇다고 답한 것으로 나타났다. 18~29세 사이에서는 그 숫자가 51%로 증가한다.

## 주의집중과 기분
테네시 대학교의 매슈 피트먼 박사와 로언 대학교의 에밀 스타이너 박사가 공동으로 수행한 2019년 연구에서는 주의집중이 시청자 경험과 몰아보기 후 후회에 미치는 영향을 조사하였다. "이번 조사(N = 800)에서는 개인이 프로그램에 주의집중하는 정도가 몰아보기 동기에 따라 뒤따르는 후회를 늘리거나 줄일 수 있다고 판단하였다." 그러나 단순히 더 많은 주의집중을 요구하는 프로그램을 보는 것만으로는 몰아보기 후 후회를 완화하기에 충분하지 않다. 이들의 후속 연구(피츠먼과 스타이너, 2021년)에서는 몰아보기를 미리 계획한 시청자가 시청 동기와 일치하는 프로그램(편안한 코미디, 마음을 사로잡는 드라마, 향수를 불러일으키는 좋아하는 것)을 선택할 가능성이 더 높다는 것을 발견하였다. 이러한 계획은 "시청자의 참여를 향상시켜 정서적 결과를 개선시켰다."
텔레비전 업계에서는 2020년대 초에 새로운 시리즈를 몰아보기로 시청하면 전통적인 일정에 따라 출시되는 프로그램에 비해 장기적으로 기억에 남지 않을 수 있다는 추측이 나왔다. 스트리밍 제공 업체 중 한 번에 에피소드를 공개하는 데 가장 공격적인 넷플릭스 모델과 달리, 디즈니+는 오리지널 시리즈 중 일부를 주간 일정으로 공개하는 데 성공하였다. 쇼러너들은 자신들의 프로그램이 전체 출시되지 않기 위한 창의적 결정으로 점점 더 많은 요구를 하고 있다.

## 수면에 미치는 영향
2017년 한 연구에 따르면 몰아보기가 수면의 질 저하와 불면증, 피로 증가와 관련이 있는 것으로 나타났다. 실제로 몰아보기를 하면 인지 각성이 증가하여 수면에 영향을 미칠 수 있다. 연구 결과 몰아보기를 즐기는 사람들의 98%는 수면의 질이 낮고 잠자기 전에 더 기민하며 더 많이 피로한 것으로 보고되었다. 저자들은 또한 수면과 텔레비전 시청 사이의 부정적인 연관성에 관한 수면 연구 결과가 일관되지 않았으며, 이는 몰아보기와 구별되어야 한다고 강조하였다.

## 광고 효과
2016년 연구에 따르면 전반적으로 몰아보기하는 경향이 있는 시청자는 그렇지 않은 시청자보다 광고에 덜 반응하는 것으로 나타났다. 시청 시간이 길어질수록 광고 효과는 떨어진다. 연구진은 이 현상을 광고로 인한 내용 끊기 때문으로 보았다. 몰아보기를 즐기는 사람들은 자신이 보고 있는 내용에 계속 몰입하고 싶어한다. 그들은 현실 세계로 강제로 돌아오고 싶어하지 않는다.
2019년에 훌루는 몰아보기 시청자를 위한 새로운 광고 형식을 도입하였다. 한 브랜드는 몰아보기 세션의 첫 번째와 두 번째 에피소드 동안 몰아보기에 대한 농담과 언급이 포함된 광고를 내보낸다. 세 번째 에피소드가 시작되기 전에 브랜드는 특별 프로모션을 담은 광고를 내보내거나 광고로 내용 끊기 없이 다음 에피소드를 볼 수 있다고 밝여 몰아보기 시청자에게 보상한다.

## 같이 보기
- 자투리 문화
- 텔레비전 황금기(2000년~현재)
- 욕하면서 보기